# 1,3-bis(difenylfosfino)propan
1,3-Bis(difenylfosfino)propan (zkráceně dppp) je organická sloučenina fosforu, se vzorcem Ph2P(CH2)3PPh2, bílá pevná látka rozpustná v organických rozpouštědlech, která se na vzduchu rozkládá za vzniku fosfinoxidu. Používá se v koordinační chemii a homogenní katalýze jako difosfinový ligand.
Tato látka se může připravit z difenylfosfidu lithného a 1,3-dichlorpropanu:
2 Ph2PLi + Cl(CH2)3Cl → Ph2P(CH2)3PPh2 + 2 LiCl
Jiným, lépe ovladatelným a levnějším, postupem je záměna kovu za halogen a následná metateze:
Br(CH2)3Br + 2 tBuLi → Li(CH2)3Li + 2 tBuBr
Li(CH2)3Li + 2 PCl3 → Cl2P(CH2)3PCl2 + 2 LiCl
Cl2P(CH2)3PCl2 + 4 PhLi → Ph2P(CH2)3PPh2 + 4 LiCl

## Koordinační a katalytické vlastnosti
1,3-Bis(difenylfosfino)propan se používá jako bidentátní ligand vytvářející šestičlenné chelátové kruhy C3P2M s „úhlem skusu“ 91°. Příkladem komplexu může být dichlor(1,3-bis(difenylfosfino)propan)nikl, připravovaný reakcí ligandu se stejným látkovým množstvím hexahydrátu chloridu nikelnatého; tento komplex se používá jako katalyzátor Kumadových párování. Dppp lze použít také jako ligand palladnatých katalyzátorů kopolymerizace oxidu uhelnatého s ethenem na polyketony.
Dppp lze použít i jako součást palladiových katalyzátorů Heckových arylací, kde pomáhá řídit regioselektivitu.